# 開元食品
開元食品工業股份有限公司（簡稱：開元食品），是一家主要業務為乳製品加工的企業。該公司旗下知名品牌有以奶油球為主要商品的「戀」。

## 歷史

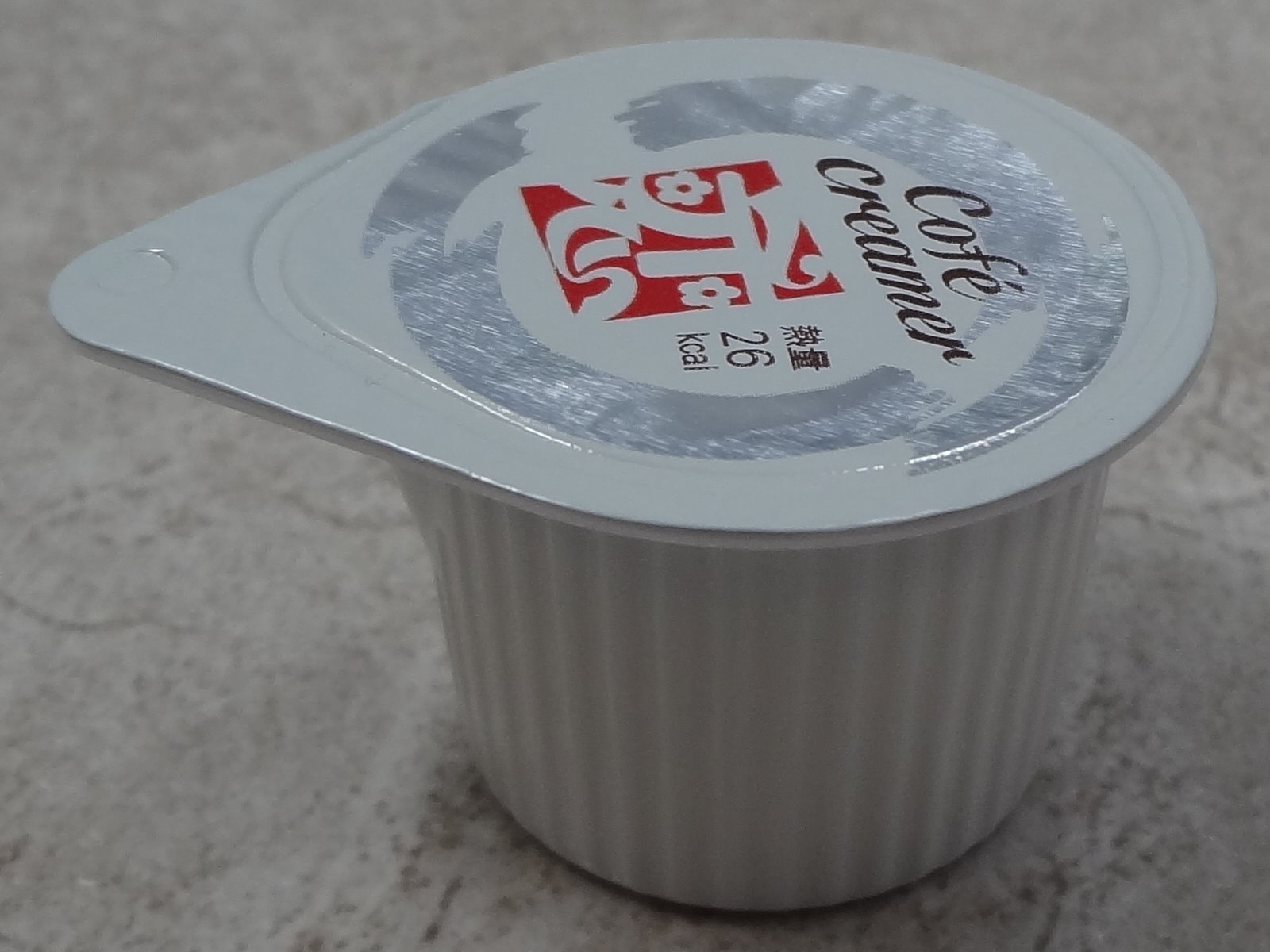
戀奶精球10公克裝

1982年3月，開元食品工業股份有限公司成立，並開始生產銷售「戀」奶油球。
1986年，開元食品開始代理進口亨氏、Bega等品牌之商品。
1990年，開元食品觀音一廠完工啟用，產品開始多元化發展。
1997年，開元食品設立子公司「威廉彼特國際股份有限公司」，代理與銷售來自世界各地的酒類產品。
2000年，開元食品成立「開元咖啡推廣中心」，以專業技術輔導客戶創業，並致力於推廣各項咖啡技能。
2002年，開元食品獲頒ISO9001及HACCP證書。
2004年，開元食品創立自有咖啡品牌「P.r.o. COFFEE」；同年，開元食品觀音二廠完工啟用，開啟全面自動化生產。
2009年，開元食品旗下「戀」職人鮮奶品牌參與兒童福利聯盟偏鄉小學專案，發起「捐鮮奶獻愛心」公益活動。
2012年，開元食品總部遷至臺北市內湖區民善街83號7樓。

## 代言人
- Janet[6]

## 榮譽及獲獎
- HOFEX 2015香港國際美食大獎 Live Chocolate Showpiece Competition現場巧克力裝飾擺設比賽 金牌 (開元食品西點技師蘇宥鈞與宋瑩共同獲得，2015年)[7][8]

## 事件
- 2016年高雄美濃地震發生後，開元食品捐贈新臺幣1000萬元與臺南市政府以賑濟受災者。[9]

## 外部連結
- 维基共享资源上的相關多媒體資源：開元食品
- 開元食品
- 開元食品官方粉絲團的Facebook專頁